# Цільні продукти

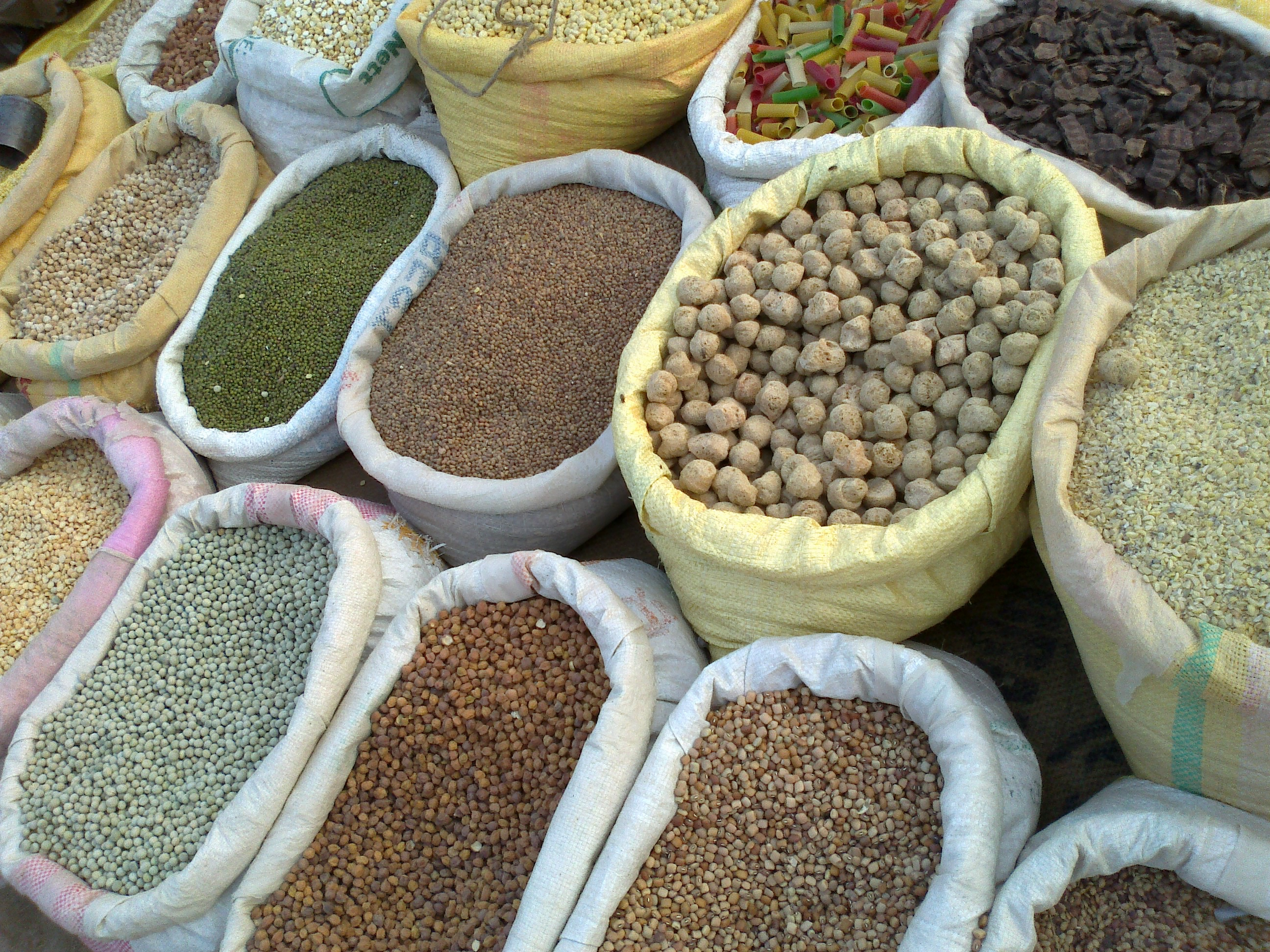
Цільні продукти

Цільні продукти — це необроблені та нерафіновані продукти. Приклади цільних продуктів включають зерна, такі як вівсяна каша та рис, фрукти, овочі, сушені боби, горіхи, насіння, необроблене м’ясо та рибу.
Залежно від контексту це іноді може стосуватися повністю природної дієти або рослинної дієти.  Іноді це є передумовою чистого харчування.
Цільні продукти не слід плутати з натуральними продуктами. Управління з продовольства і медикаментів США тлумачить термін «натуральний» як вказівку на те, що їжа не містить штучних або синтетичних речовин (включаючи кольорові добавки з будь-якого джерела), які зазвичай не очікуються в цій їжі.
Однак це тлумачення не охоплює методи виробництва харчових продуктів, такі як використання пестицидів, а також не стосується методів обробки харчових продуктів або виробництва, таких як пастеризація, термічну обробку або опромінення.

## Харчова цінність цільних продуктів
Цільні продукти виділяються своїми поживними перевагами:
Щільність поживних речовин: цілісні продукти багаті основними поживними речовинами без порожніх калорій, що сприяє загальному здоров’ю.
Клітковина: натуральна клітковина в цільних продуктах допомагає травленню, контролю ваги та здоров’ю серця.
Антиоксиданти: цілісні продукти містять антиоксиданти, які борються з вільними радикалами, знижуючи ризик хронічних захворювань.
Насичення: клітковина та поживні речовини цільної їжі допомагають контролювати апетит і запобігають переїданню.
Здоров’я травлення: цілісні продукти підтримують здоровий мікробіом кишечника, сприяючи імунній системі та психічному благополуччю.

## Закуски
Цільні продукти можна використовувати не тільки для повноцінного прийому їжі. Їх також можна використовувати для приготування здорових закусок.
Ось кілька прикладів:
- Шматочки яблук з мигдальним маслом;
- Скибочки банана, покриті меленим насінням льону;
- Зварені круто яйця;
- Снеп горох з хумусом.[8]